# Adesmia balsamica
Adesmia balsamica är en ärtväxtart som beskrevs av Luigi Aloysius Colla. Adesmia balsamica ingår i släktet Adesmia och familjen ärtväxter. Inga underarter finns listade i Catalogue of Life.

## Bildgalleri

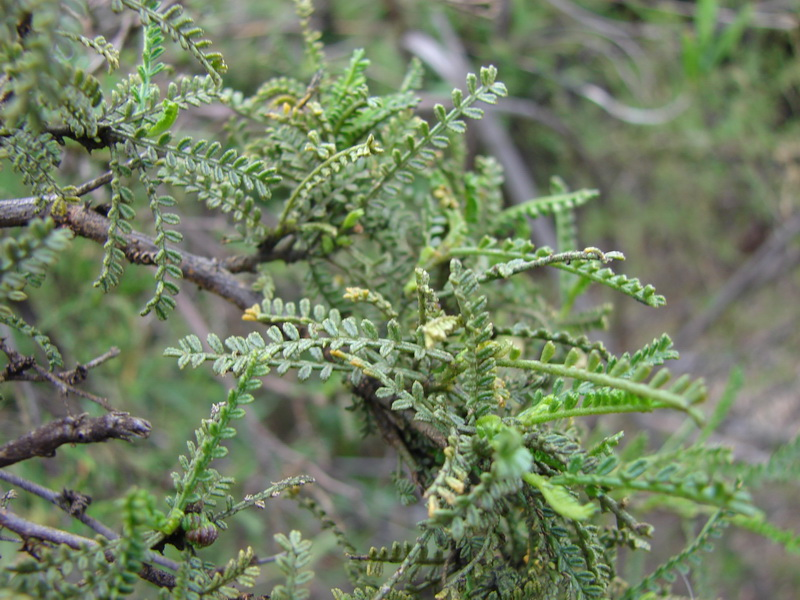
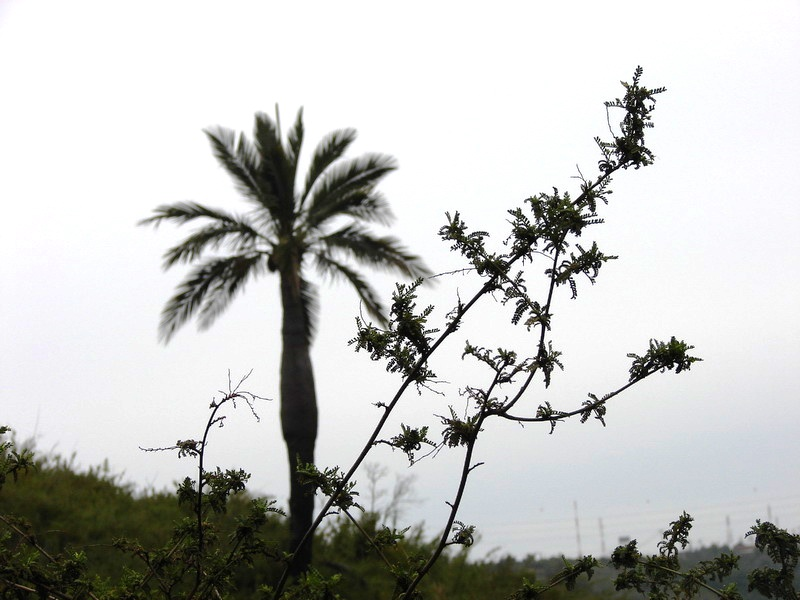